# لس فورستر
لس فورستر (انگلیسی: Les Forster; ۲۲ ژوئیهٔ ۱۹۱۵ – ۱۹۸۶ (۷۰−۷۱ سال)) بازیکن فوتبال اهل بریتانیا بود.
از باشگاه‌هایی که در آن بازی کرده‌است می‌توان به باشگاه فوتبال گیتزهد، باشگاه فوتبال یورک سیتی، و باشگاه فوتبال بلکپول اشاره کرد.